# Benedito Calixto
Benedito Calixto de Jesus (Itanhaém, 14 de octubre de 1853-São Paulo, 31 de mayo de 1927) fue un pintor, dibujante, fotógrafo, profesor, historiador, decorador, cartógrafo y astrónomo aficionado brasileño, considerado uno de los mayores exponentes de la pintura en el siglo XX en su país.
El artista manifestó la tendencia a la pintura desde muy joven. En 1881, pasó a residir en Santos, ciudad que le sirvió de inspiración para varios cuadros. Su trabajo causó tal entusiasmo que la élite de la ciudad le concedió una beca para perfeccionarse en París. En su cuadro Inundação da Várzea do Carmo (1892), el artista logró uno de sus mayores logros artísticos: la crítica de la época apuntó la exactitud admirable con que representa la ciudad de São Paulo y algunos de sus principales puntos.
Calixto realizó diversas obras para el Museo Paulista, bajo el encargo de Alfonso d'Escragnolle Taunay, sobre todo escenas de la São Paulo antigua y paisajes. Para sus cuadros históricos y religiosos, realizó estudios fotográficos preparatorios, para los cuales se vale de minuciosa investigación histórica. Los paisajes fueron la temática más repetida del artista. En estas obras, presenta una pintura lisa, con el uso de veladuras y un colorido siempre fiel a las características locales, aunque trabajado de manera bastante personal en el uso de los verdes, azules y ocres. Benedicto Calixto, disponía de amplio conocimiento sobre el litoral paulista, y se desempeñó como cartógrafo, realizando ensayos de mapas de Santos, y como historiador, escribiendo sobre las capitanías paulistas.

## Biografía
Benedicto Calixto de Jesús nació el 14 de octubre de 1853, en la villa Conceição de Itanhaém, en el litoral sur paulista. Hijo de Juan Pedro de Jesús y Anna Gertrudes Soares, Calixto tenía siete hermanos. Estudió en la escuela del maestro Juan Bautista del Espíritu Santo.
A diferencia de la típica trayectoria de los artistas brasileños consagrados de la época, no frecuentó la Academia Imperial de Bellas Artes, en Río de Janeiro. Benedicto Calixto comenzó como autodidacta y tuvo su formación en talleres y escuelas de artes del estado de Sao Paulo. Inició su carrera como retratista en la ciudad de Brotas, en el interior del estado. Pasó a realizar trabajos de propaganda en Santos, donde su talento fue reconocido por la élite de la ciudad, a través de la Asociación Comercial, que acabó por patrocinar la ida de Calixto a Francia, donde estudió en la Académie Julien, en París. Tuvo como maestros a Gustave Boulanger, Lefebvre y Robert Fleury.

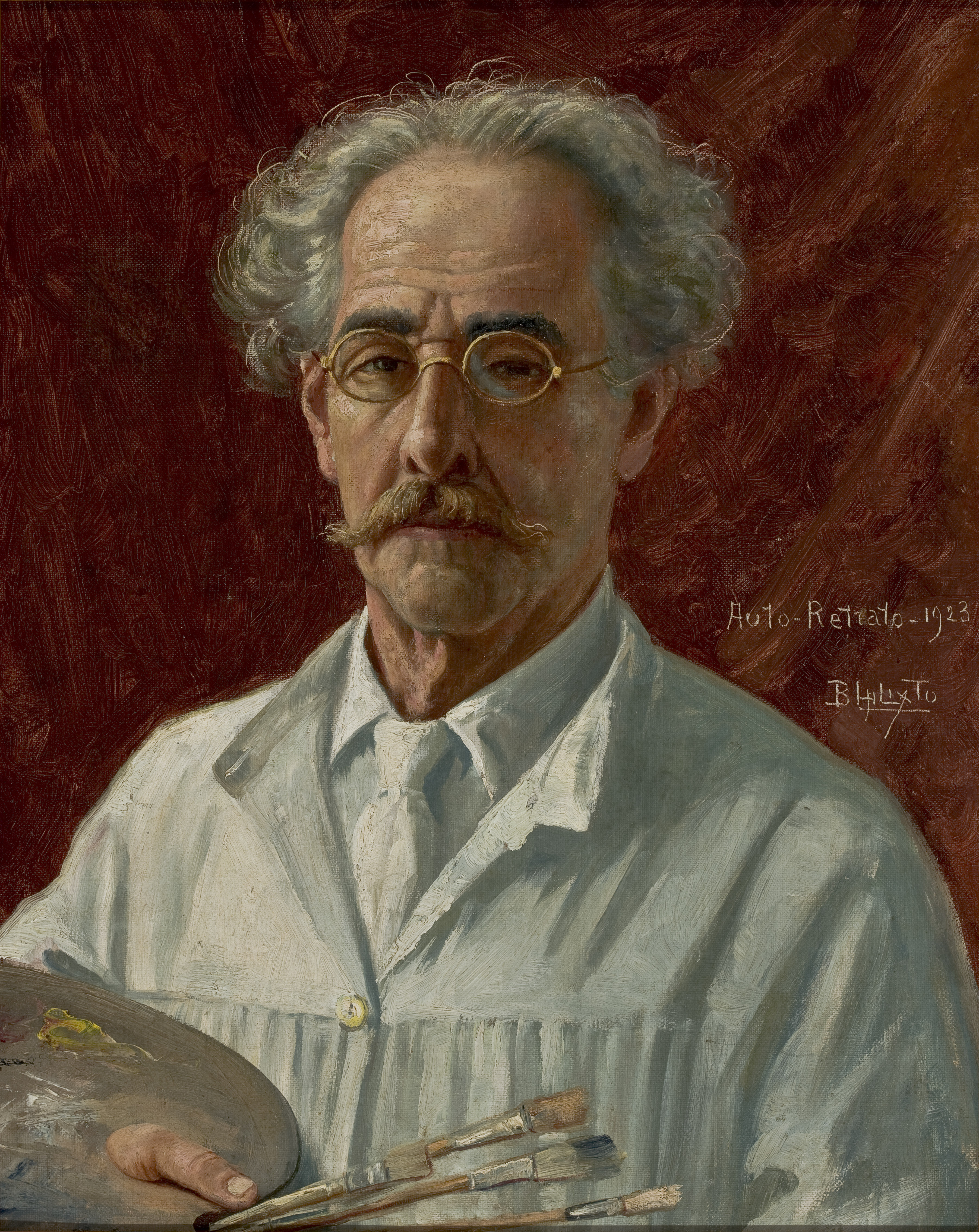
Benedito Calixto en 1923

Se destaca en sus obras un gusto acentuado por el tema regionalista. El artista se preocupó en construir una carrera dirigida a organizaciones ligadas a la esfera pública y sus intereses. La ciudad fue la temática central en todos sus dominios. La afinidad a las tradiciones populares, cívicas y religiosas constituye su rasgo característico, habiéndose dedicado, en los últimos años de su vida, a la pintura histórica, a las costumbres regionales y los temas religiosos. Con obras compuestas por pinturas de escenas históricas, retratos de figuras históricas y personalidades, paneles decorativos y vistas de las ciudades, Calixto escribió memorias históricas sobre San Pablo, Santos, Itanhaém y el litoral santista. El mayor aspecto de su obra se concentra en los paisajes y marinas del litoral paulista. La fotografía fue gran aliada e importante referencia para el artista en sus producciones, utilizada para estudio de composición, registro de escenas, preparación de posturas y organización de los personajes que poblaban su pintura. El artista también escribió cuentos, como el titulado «Costumbres de Mi Tierra» y mantuvo una intensa contribución con diarios locales, en los que publicaba diversos artículos.
A pesar de que los pedidos de cuadros religiosos y de temática histórica y documentalista fueron lo que le dio mayor reconocimiento, la observación de la naturaleza y las pantallas de paisajes siguieron siendo parte importante de su producción. Además de la pintura, Calixto mantenía gran interés por la historia del litoral. En el año 1895, el artista se convirtió en socio del Instituto Histórico y Geográfico de São Paulo (IHGSP), donde recibió gran reconocimiento por sus obras. La institución también fue importante para la formación de su pensamiento historiográfico, en la medida en que procuraba honrar con integridad los hechos del pasado. El artista escribió diversos artículos para la revista de la institución, además de publicar libros y participar en los estudios que dieron origen a uno de los principales mapas que buscan reconstruir el proceso de urbanización de la ciudad de Santos. Calixto fue también socio fundador del Instituto Histórico y Geográfico de Santos. El artista tuvo su carrera profundamente identificada con la elaboración de una iconografía paulista asociada al acervo del Museo Paulista, bajo la dirección de Afonso d'Escragnolle-Taunay, y con la colaboración del Instituto Histórico y Geográfico de São Paulo.
Benedicto Calixto mantuvo la actividad de pintor, trabajando en constantes pedidos, hasta fallecer. Su última exposición fue realizada en el mes de junio de 1926, en el Teatro Coliseo de Santos, donde presentó principalmente escenas históricas. Dejó cerca de 1.000 pinturas. Como forma de mantener y valorar sus obras y su memoria, se instaló en Santos la Pinacoteca Benedito Calixto, donde un centro de documentación de su obra fue instalado.

## Obra

### Contexto y estilo
Benedicto Calixto fue pintor de paisajes, costumbres populares, escenas históricas y religiosas. Considerado pintor de historia y religioso, géneros en los que dejó una producción abundante, sus obras de escenas portuarias y litorales lo consagraron como artista. Dedicado a temas históricos ya paisajes, sus telas son registros raros de escenas y eventos típicos del pasado del litoral paulista, así como de vistas urbanas y de marinas a la época en que vivió. Además de la pintura y la fotografía, Calixto se desarrolló en la palabra escrita. El artista escribió y publicó varios artículos y libros.
Además de la pintura se desempeñó como historiador, escritor y fotógrafo. Como historiador, rescató la existencia de la entonces ignorada Capitanía de Itanhaém, así como su importancia en la historia de la exploración y colonización del interior de Brasil, razas a minuciosas investigaciones a documentos seculares olvidados en Itanhaém, San Vicente y San Pablo.

### Museo Paulista
Afonso d'Escragnolle-Taunay asumió la dirección en el Museo Paulista en 1917 y se dedicó a la Sección de Historia Nacional, desarrollando un proyecto de exposiciones históricas para las conmemoraciones del Centenario de la Independencia en 1922. Cuatro de las dieciséis salas de exposiciones se reservaron a la historia de São Paulo. Para la sala «Antigua Iconografía Paulista», Taunay encargó óleos de pintores como Benedicto Calixto de Jesús, quien trabajó especialmente en la reproducción en pinturas de fotografías de Militão Augusto de Azevedo. Las imágenes en el acervo del Museo Paulista, que componen la Colección Benedicto Calixto de Jesús (CBCJ), retratan paisajes urbanos de la ciudad de São Paulo, de la Baixada Santista y de ciudades del interior del estado de São Paulo. Entre los cuadros destacados en la colección del museo están Inundação da Várzea do Carmo, en la que Calixto registró el límite industrial de São Paulo, destacando edificaciones asociadas a la industria del café. Este cuadro, así como otros del pintor, ha sido considerado un «verdadero documento de época».

### Arte religioso
Proveniente de una familia de católicos, Calixto asistía a las actividades de la iglesia de Itanhaém desde niño. Habría hecho, en la adolescencia, el primer pesebre de la ciudad, en madera. Incluso después de adulto, era el responsable de la decoración de la ciudad durante las escenificaciones de la Semana Santa. En esa época, el artista creó estrechos lazos de amistad con señores de la iglesia, lo que posteriormente ayudaría en su indicación para diversas obras. Se puede afirmar que en su formación, el gusto por la investigación, pintura y la importancia de su religiosidad se fusionaron. Calixto se convirtió en un pintor católico que investigaba. Sus primeras pinturas religiosas son pedidos hechos por hermandades de la ciudad de Santos. Calixto pasó por un importante ciclo de estudio y pinturas sobre la vida del padre jesuita José de Anchieta. Después de ese ciclo, el artista vislumbra un nuevo mercado para su trabajo: la decoración de iglesias, principalmente en el interior y en la capital paulista. A partir de la década de 1900, el artista trabajaría arduamente para la Iglesia católica. Además de pantallas, realiza también la decoración interna de iglesias, como las de Santa Cecilia, Santa Ifigenia y Consolación, en São Paulo. En el interior realiza trabajos en São Carlos, Bocaina, Catanduva y Ribeirão Preto.

## Galería de pinturas

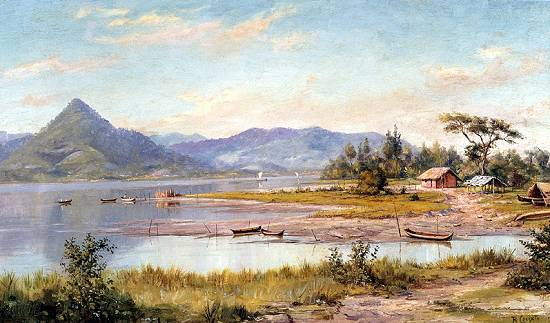
Praia do Itararé, s/d - óleo sobre tela, 37 x 75 cm -  Pinacoteca do Estado de São Paulo
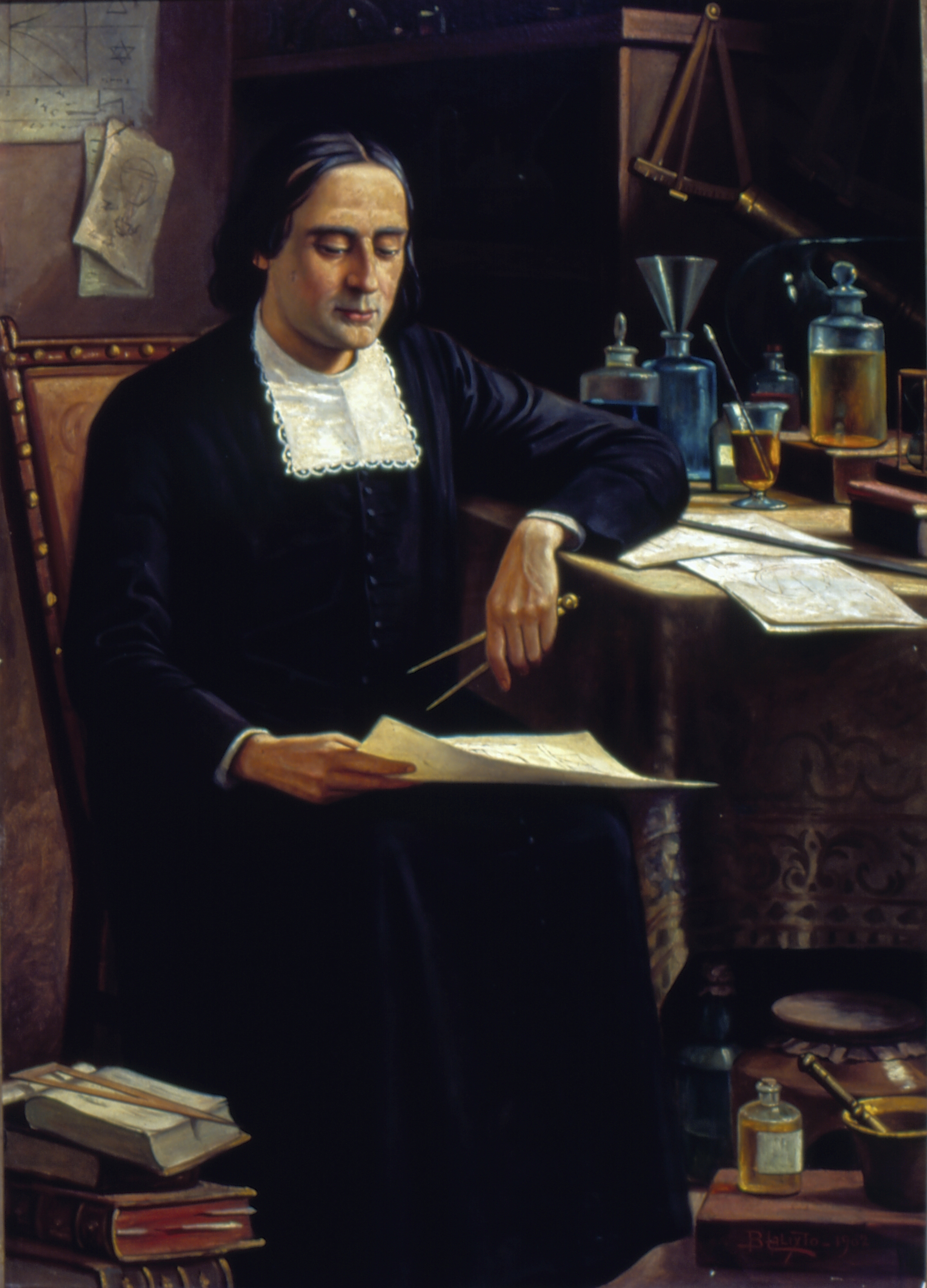
Bartolomeu Lourenço de Gusmão
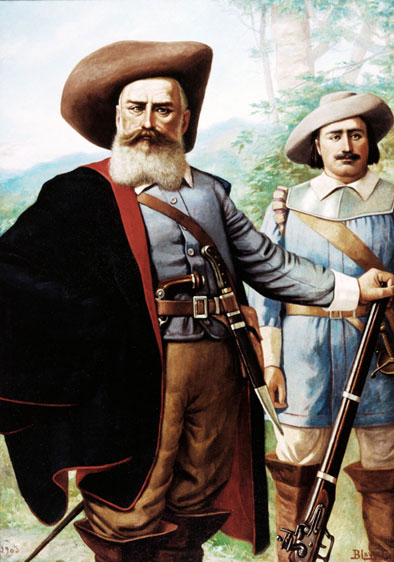
Domingos Jorge Velho
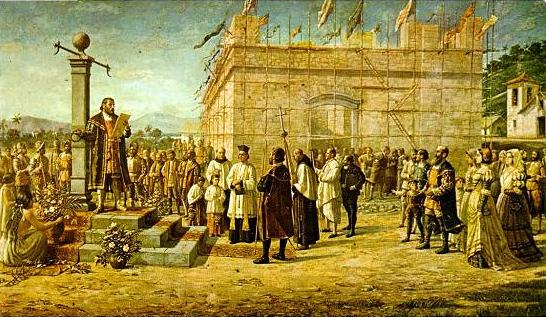
Fundação de Santos
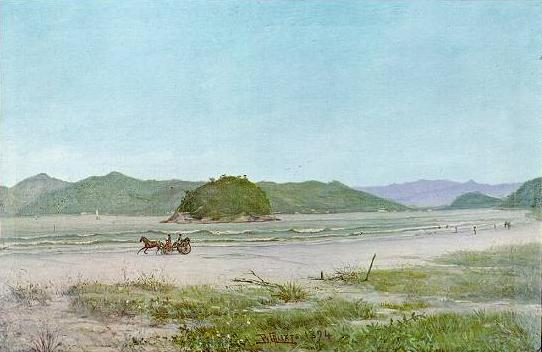
Ilha de Urubuqueçaba
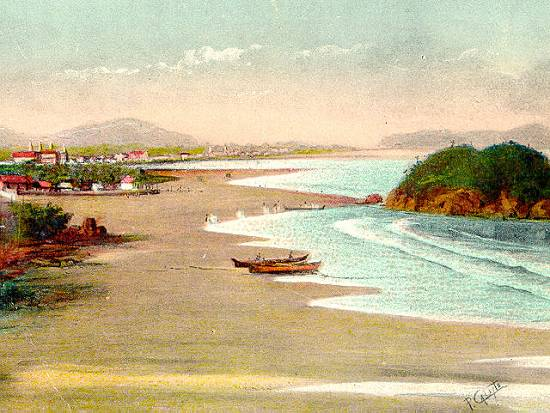
José Menino e Ilha Urubuqueçaba
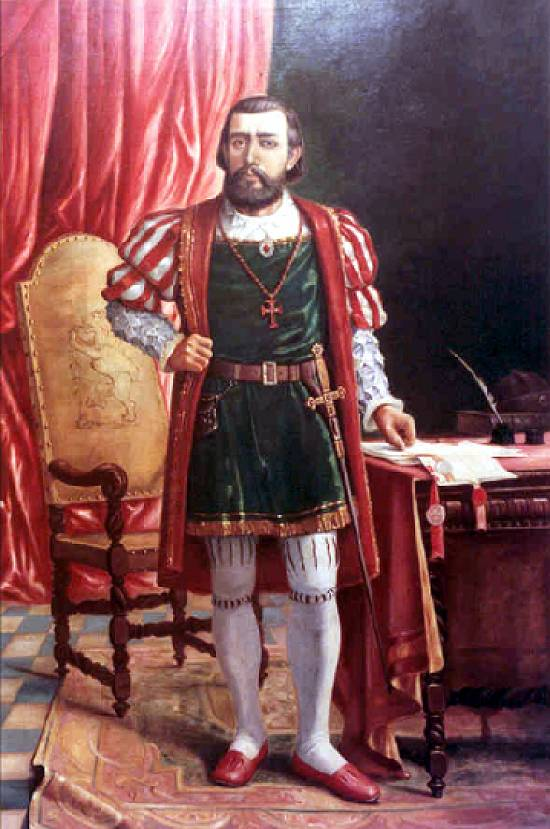
Martim Afonso de Sousa
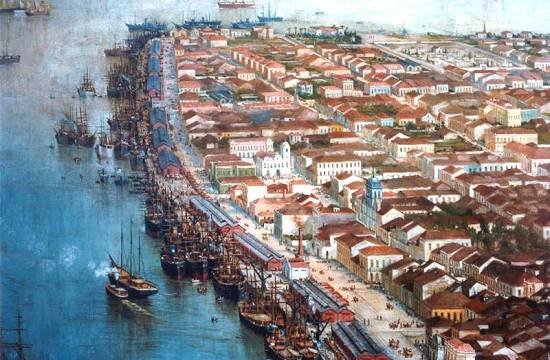
Santos em 1910
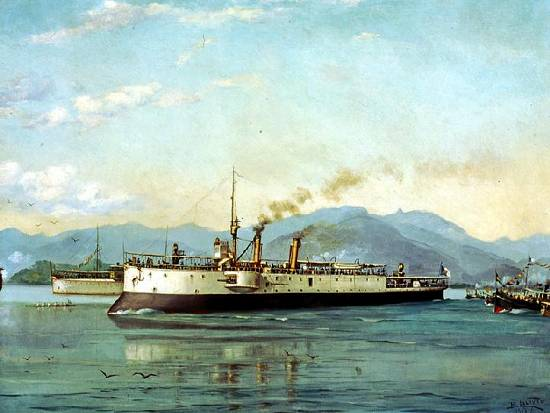
Barco no Porto de Santos
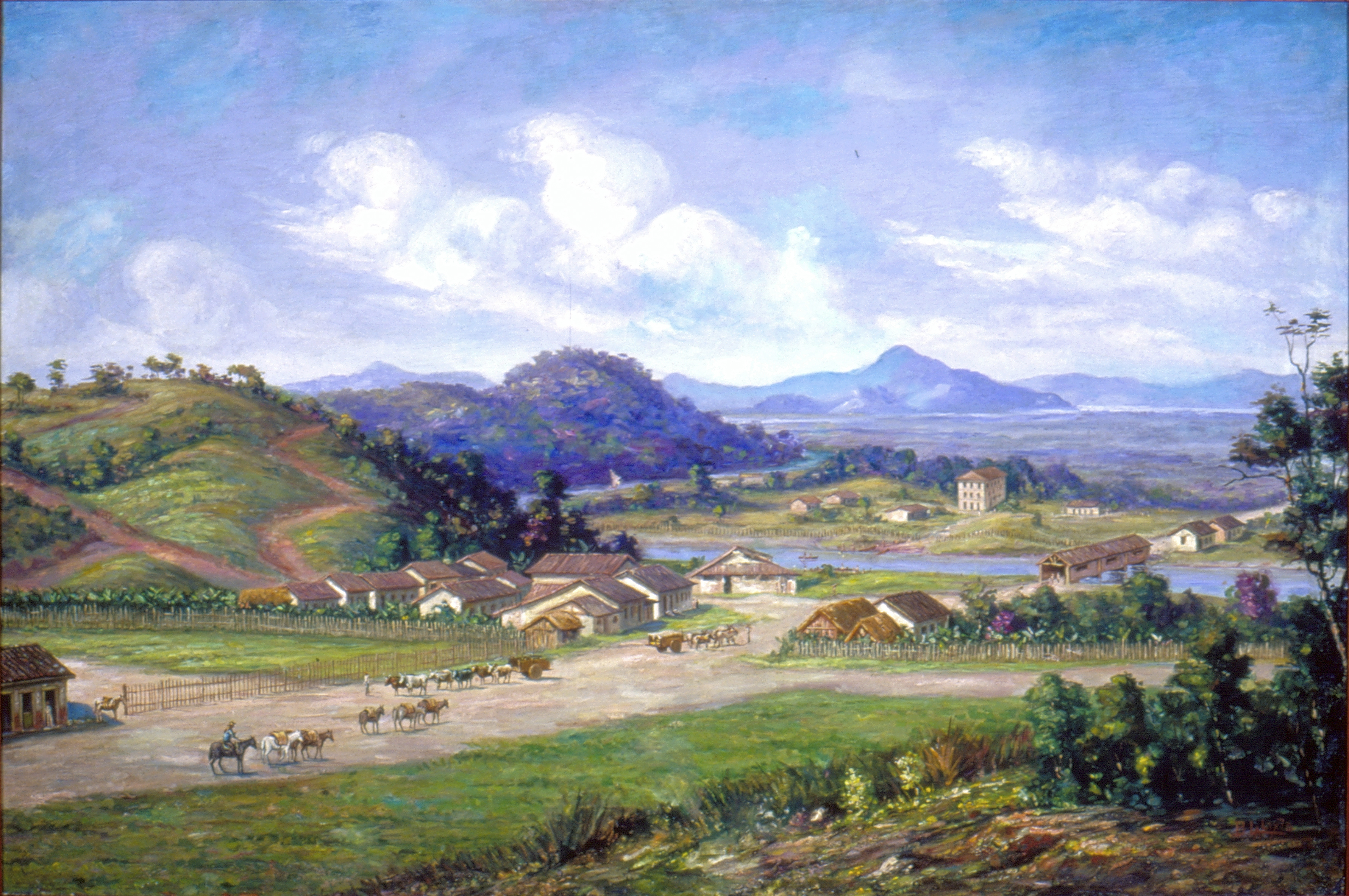
Cubatão
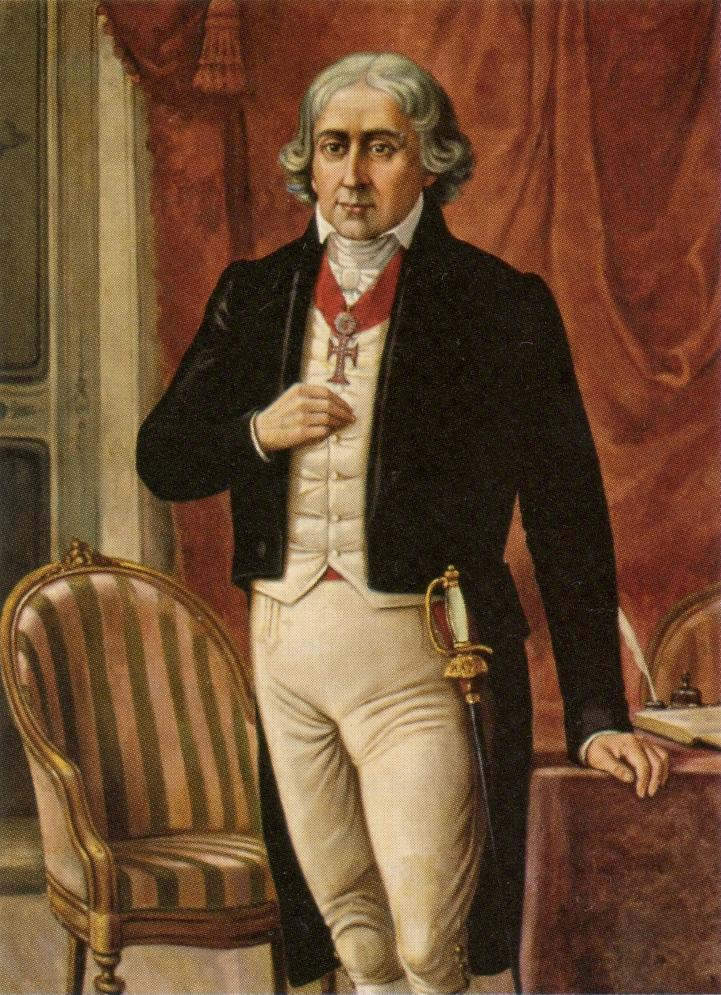
José Bonifácio
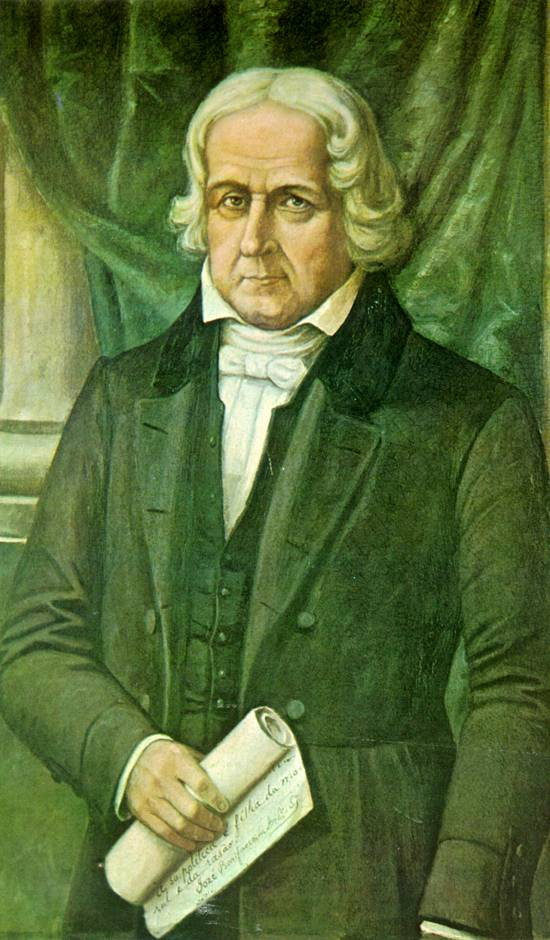
José Bonifácio
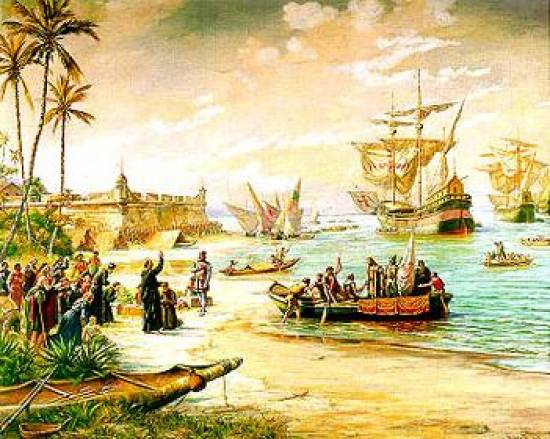
Partida de Estácio de Sá
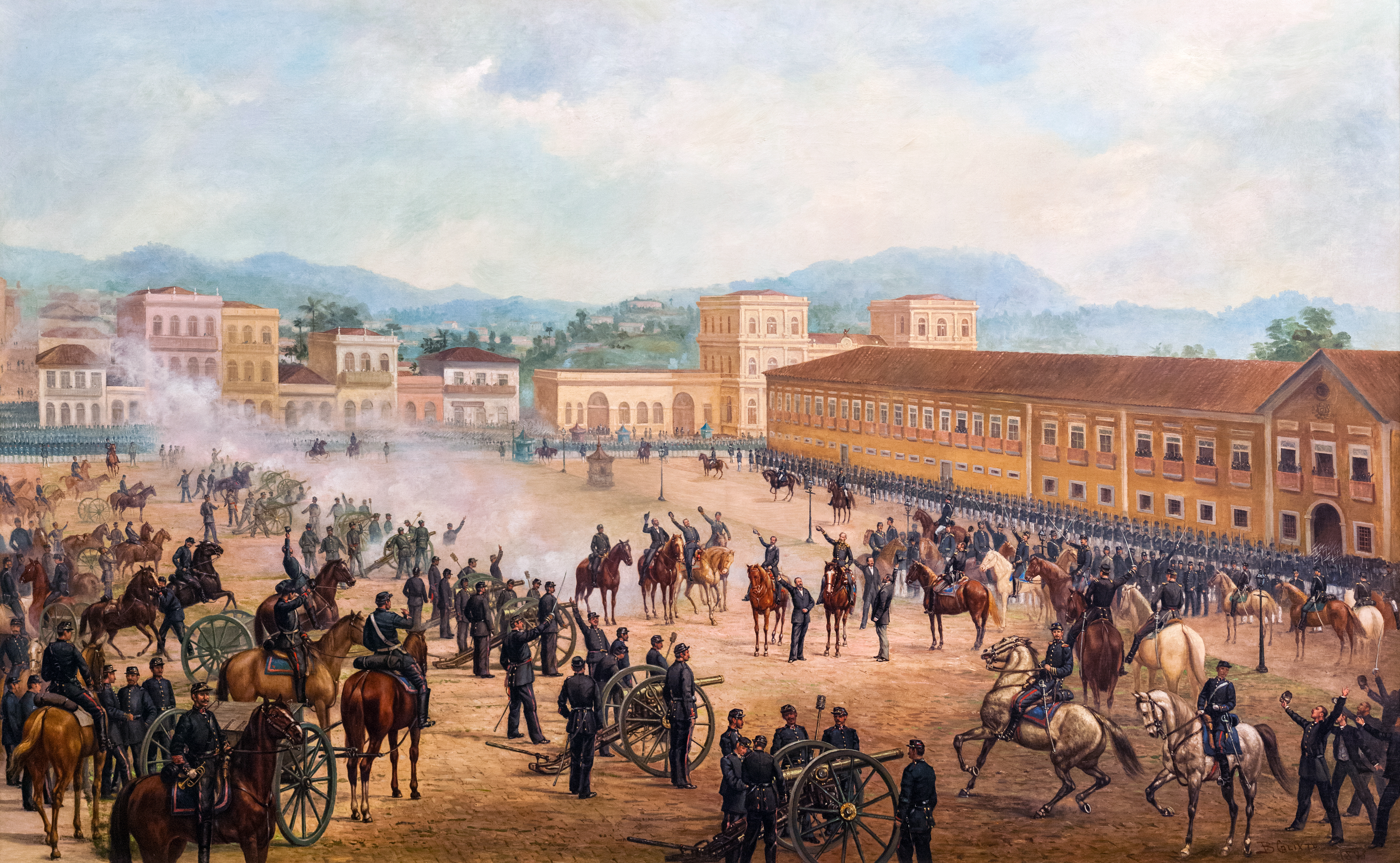
Proclamação da República